# جواز سفر بوسني
يصدر جواز السفر البوسني لمواطني البوسنة والهرسك بغرض السفر الدولي.
جواز سفر البوسنة يعتبر واحد من أفضل 5 جوازات سفر على مستوى العالم منذ عام 2006 من حيث عدد البلدان التي يمكن لحامل الجواز ان يزورها بدون تأشيرة دخول.

## متطبات التأشيرة
اعتبارًا من 8 فبراير 2022 كان مواطنو البوسنة والهرسك يتمتعون بإمكانية دخول 117 دولة وإقليم بدون تأشيرة أو تأشيرة عند الوصول، مما جعل جواز سفر البوسنة والهرسك يحتل المرتبة 47 وفقًا لمؤشر هينلي لجوازات السفر.

## المعرض

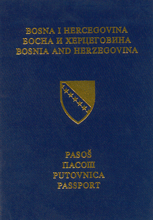
جواز السفر القديم غير الإلكتروني (صادر حتى 15 أكتوبر 2009)
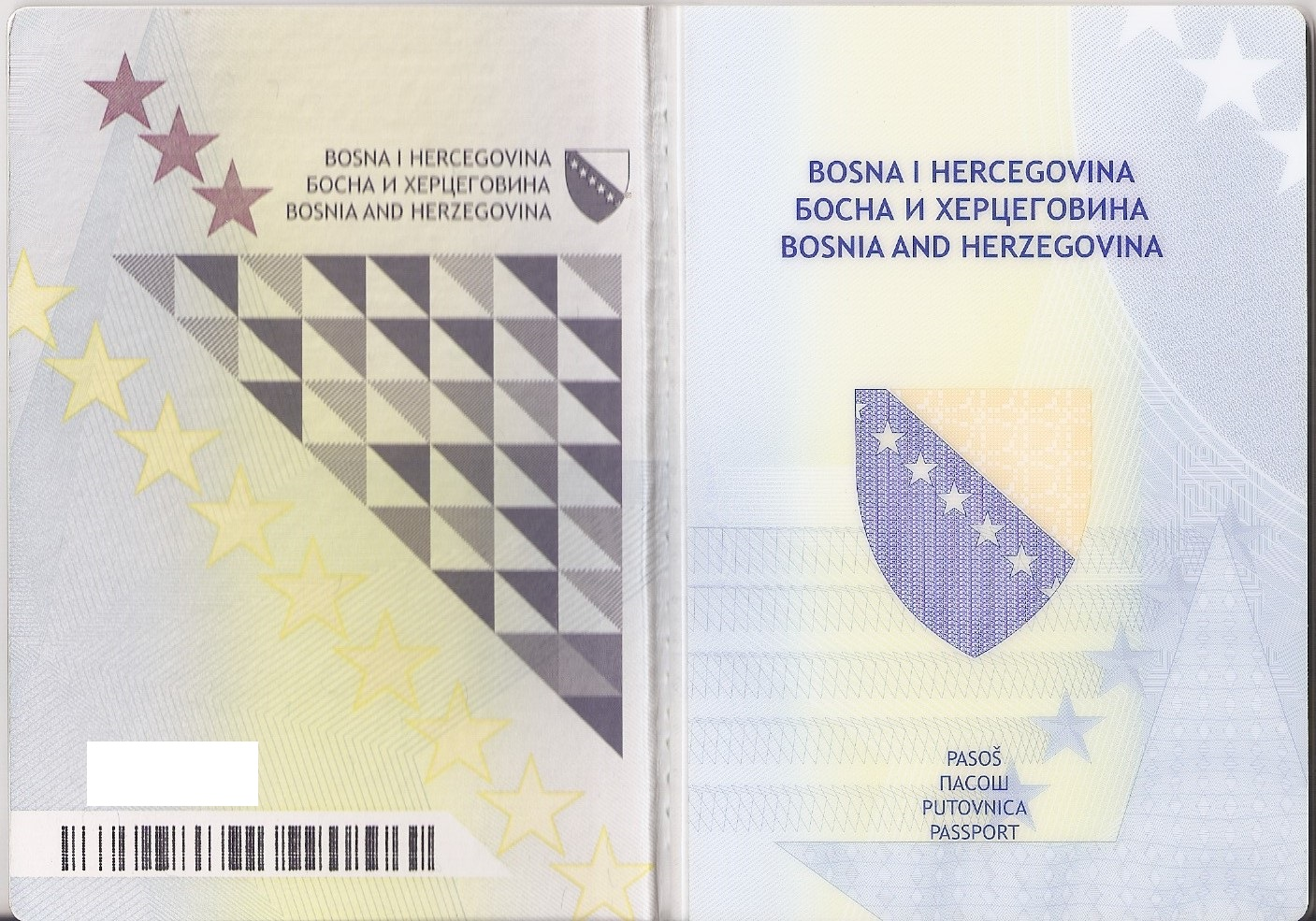
الصفحة الأولى والثانية من جواز السفر الإلكتروني
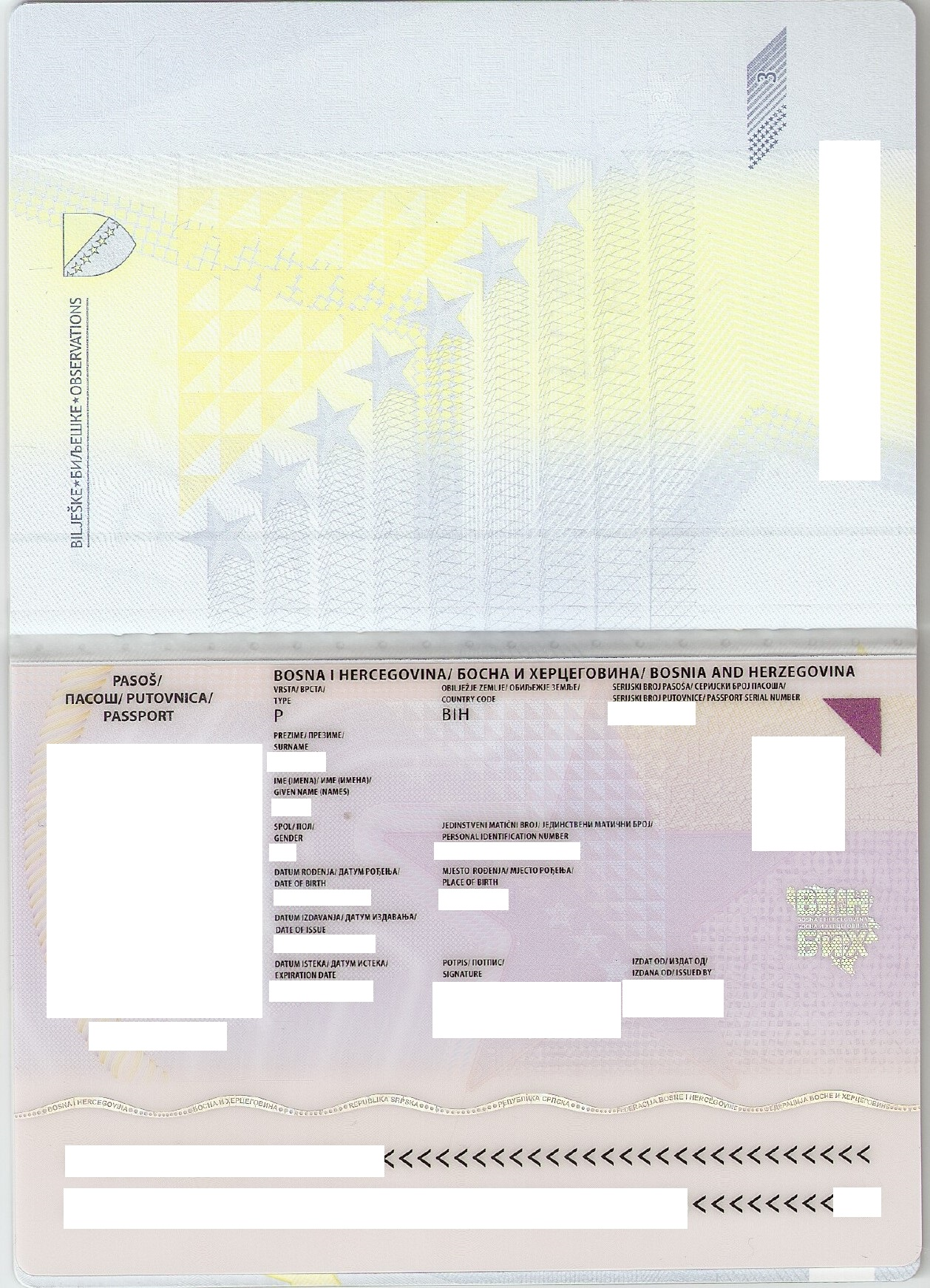
صفحة البيانات لجواز السفر الإلكتروني